# Round and Round
A Round and Round (magyarul: Körbe-körbe) a szlovén Tinkara Kovač dala, mellyel Szlovéniát képviselte a 2014-es Eurovíziós Dalfesztiválon, Koppenhágában. A dal a 2014. március 8-án rendezett nemzeti döntőben, az EMA-n nyerte el az indulás jogát, ahol a szuperfináléban a nézői szavazatok alakították ki a végeredményt.

## Eurovíziós Dalfesztivál
A dalt a 2014. március 8-án rendezett szlovén nemzeti döntőben választották ki 7 dal közül, ahol a végső párbajban 7932 szavazattal nyert.
A dalt az Eurovíziós Dalfesztiválon először a május 8-i második elődöntőben adta elő, fellépési sorrendben tizennegyedikként a Görögországot képviselő Freaky Fortune feat. RiskyKidd Rise Up című dala után és a Romániát képviselő Paula Seling és Ovi Miracle című dala előtt. Az elődöntőből az tizedik helyen jutott tovább a május 10-i döntőbe, ahol fellépési sorrendben tizenhetedikként lépett fel az Olaszországot képviselő Emma La mia città című dala után és a Finnországot képviselő Softengine Something Better című dala előtt. A pontozás során a huszonötödik helyen végzett 9 ponttal.
A következő szlovén induló a Maraaya Here for You című dala volt a 2015-ös Eurovíziós Dalfesztiválon.